# Microtus maximowiczii
Microtus maximowiczii är en däggdjursart som först beskrevs av Alexander Gustav von Schrenk 1859.  Microtus maximowiczii ingår i släktet åkersorkar och familjen hamsterartade gnagare. Inga underarter finns listade i Catalogue of Life.
Individerna blir 114 till 152 mm långa (huvud och bål), har en 28 till 57 mm lång svans och väger 25 till 95 g. Hannar är allmänt större än honor. Microtus maximowiczii har mörkbrun päls på ovansidan och pälsen på undersidan är mörkgrå. Vid svansen är undersidan lite ljusare än ovansidan. Skillnader mot andra släktmedlemmar finns in formen av kindtändernas knölar samt i konstruktionen av hannarnas penisben.
Denna sork förekommer i nordöstra Kina, östra Mongoliet och i angränsande regioner av Ryssland. Arten lever främst i låga delar av bergstrakter. Växtligheten bör vara tät men annars kan habitatet variera.
Microtus maximowiczii gräver underjordiska bon som har en 20 till 30 cm lång gång samt en kammare med en horisontal diameter av cirka 35 cm och en höjd av cirka 25 cm. Vid utgången skapas en jordhög som är 50 till 100 cm bred och 15 till 20 cm hög. Bredvid boet finns förrådsrum för rötter och jordstam. Arten är huvudsakligen aktiv på morgonen och på kvällen. Upphittade honor var dräktiga med 7 till 9 ungar. Under den varma årstiden äter arten även gräs och insekter.
För beståndet är inga hot kända. IUCN kategoriserar arten globalt som livskraftig.